# Conflito medo-persa
O conflito medo-persa foi uma campanha militar liderada pelo rei medo Astíages contra a Pérsia em meados do século VI a.C. Fontes clássicas afirmam que a Pérsia havia sido um vassalo da Império Medo que se revoltou contra o domínio medo, mas isso não é confirmado por evidências contemporâneas. Após algumas batalhas, os persas liderados por Ciro, o Grande, emergiram vitoriosos, conquistando posteriormente os territórios medos e estabelecendo o Império Aquemênida.
As principais fontes sobre a guerra entre a Pérsia e a Média consiste nas obras clássicas posteriores, como as Histórias de Heródoto, e duas inscrições cuneiformes do rei babilônico Nabonido. Os textos babilônicos sugerem que a batalha decisiva e a captura de Ecbátana, capital da Média, foram apenas o clímax das hostilidades medo-persas que duraram pelo menos três anos (553-550 a.C.).

## Datação

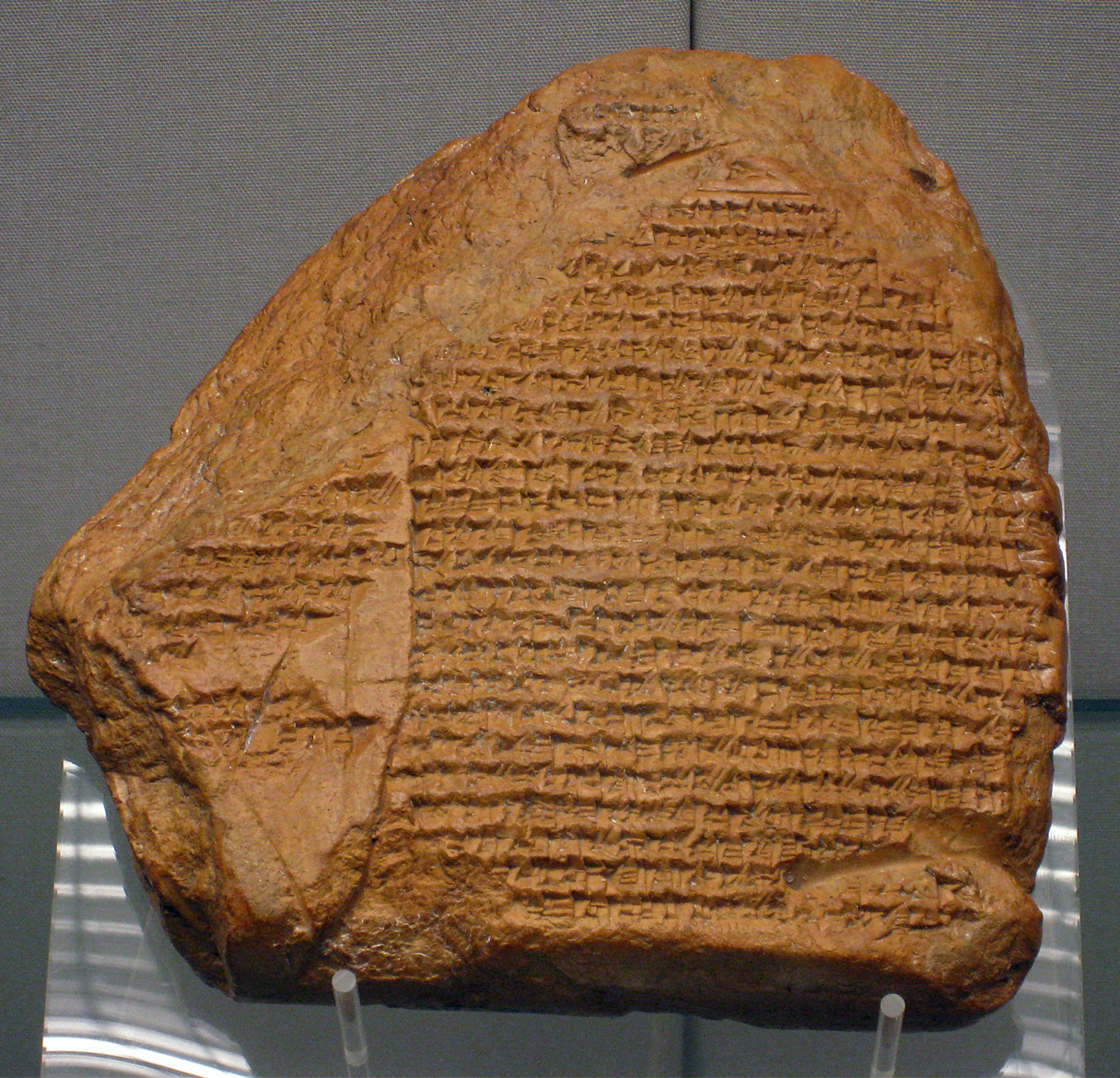
A Crônica de Nabonido, um antigo documento babilônico agora em exibição no Museu Britânico

A data desse conflito é um tanto problemática. Como visto no cilindro de Sipar, o conflito começou no terceiro ano do reinado de Nabonido, ou seja, em 553 a.C., e a crônica de Nabonido parece datar a derrota da Média no sexto ano de Nabonido (isto é, 550 a.C.). Alguns estudiosos modernos, entretanto, consideram isso como não confiável. De acordo com esses estudiosos, não há razão para supor que a crônica de Nabonido datou a derrota da Média no sexto ano do reinado de Nabonido. A parte anterior do texto na crônica é interrompida e, portanto, o ano da ocorrência é desconhecido. É verdade que imediatamente após citar a derrota dos medos, o texto continua com um relato dos eventos no sétimo ano de Nabonido, mas nem todo ano é tratado na crônica. Robert Drews sugeriu que, ao usar exclusivamente a crônica de Nabonido, a derrota dos medos só poderia ser datada em um período entre o primeiro e o sexto ano do reinado de Nabonido, ou seja, entre 554 e 550 a.C., porque os números que indicam os primeiros seis anos do reinado de Nabonido foram interrompidos na crônica. Além disso, com base no cilindro de Sipar, Drews foi motivado até datar a vitória persa na revolta nos anos 554-553 a.C. De acordo com essa fonte específica, o exército medo foi de fato derrotado pelos persas em 553 a.C. É provável, porém, que essa derrota tenha sido apenas uma em uma longa série de hostilidades, e não a mais decisiva. Portanto, a data da vitória persa e consequentemente o fim da revolta ainda não pode ser determinada definitivamente.

## Antecedentes

### Status vassalo da Pérsia

Pérsia (em amarelo) no mapa

Os persas, provavelmente sob o rei Aquêmenes, fundaram um pequeno estado perto das fronteiras elamitas. Seu sucessor, Teispes, ampliou o reino conquistando Ansã e Fars. Teispes parece ter dividido o território do reino persa entre seu filho mais velho Ciro I, a quem a terra e a cidade de Ansã foram dadas, e seu filho mais novo, Ariarâmenes, que recebeu Pérsis. Na segunda metade do século VII a.C., os dois reinos persas teriam sido subjugados pela Média tornando-se vassalos do rei medo. É incerto se os persas realmente reconheceram alguma sujeição aos reis medos. Heródoto e Nicolau de Damasco consideram a Pérsia como um país sujeito a Média; Xenofonte e Moisés de Corene, ao contrário, parecem considerar a Pérsia como completamente independente da Média. É verdade que a Pérsia continuou a ser governada por seus próprios reis nativos durante todo o período medo. Os registros persas implicam a independência persa; mas a vaidade nacional poderia levar à dissimulação em tal caso. É possível que houve algum tipo de reconhecimento da soberania meda por parte dos reis persas, embora tal reconhecimento possa não ter sido muito mais do que uma formalidade e não ter imposto obrigações onerosas. A ideia de que a Pérsia foi um vassalo da Média baseia-se em fontes clássicas posteriores e é considerada improvável por alguns estudiosos.

### Ascensão de Ciro
Depois de Ciro I, Ansã foi governado por Cambises I (r. 600–559 a.C.). Se for dada credibilidade à informação fornecida por Heródoto, Xenofonte, Diodoro e alguns outros autores clássicos, Cambises I era casado com Mandane, a filha do rei medo Astíages (r. 585–550 a.C.). Assim, seu filho Ciro II era neto de Astíages. A maioria dos historiadores modernos considera essa versão confiável. De acordo com Heródoto, Astíages teve um sonho, que foi explicado pelos magos da corte como significando que seu neto, filho de Mandane, ocuparia seu lugar no trono. Após Ciro nascer, Astíages ordenou que o general Hárpago matasse a criança. Hárpago delegou essa tarefa ao pastor Mitrídates, mas este decidiu criar Ciro como seu próprio filho. Dez anos depois, Astíages descobriu que Ciro estava vivo e então puniu Hárpago oferecendo-o seu próprio filho em um banquete. Após serem questionados por Astíages, os magos afirmaram que o rei não precisava mais temer o perigo por parte de seu neto alegando que o sonho já havia se cumprido, pois Ciro havia se tornado rei quando brincava com outras crianças. Astíages então se acalmou e enviou seu neto para seus pais na Pérsia.
Em 558 a.C., Ciro II (chamado de "o Grande" pelos gregos) tornou-se rei das tribos persas, entre as quais a posição mais importante era ocupada pelos Pasargadios. O centro do estado persa estava localizado em torno da cidade de Pasárgada, cujo programa intensivo de construção remonta ao período inicial do reinado de Ciro. Sob seu reinado os dois reinos persas foram unidos novamente, mas Ciro ainda devia lealdade ao rei medo.

### Hostilidade medo-babilônica

As potências do Oriente Médio por volta de : Lídia (em azul), Média (em amarelo), Babilônia (em verde escuro) e Egito (em verde claro)

Na época em que Ciro II se tornou rei dos persas, havia quatro estados poderosos em todo o Oriente Próximo: Média, Lídia, Babilônia e Egito. A Média e a Babilônia eram aliadas, mas relações entre os dois países começaram a se deteriorar. Nabucodonosor II (r. 605–562 a.C.) temia que a Média deixaria de ser aliada e se tornaria uma rival perigosa. Uma carta endereçada a Nabucodonosor indica que em 591 a.C. as relações entre a Média e a Babilônia ficaram tensas. A carta afirma que vários babilônicos ignoraram a ordem do rei e fugiram para a Média. No entanto, se Heródoto for creditado, as relações entre a Babilônia ainda eram razoavelmente boas em 585 a.C., quando a Média e a Lídia concluíram um tratado de paz mediados por Sienésis I, rei da Cilícia, e um certo Labineto da Babilônia.
Após a morte de Nabucodonosor II em 562 a.C., a Babilônia entrou em um período de crise política causada em parte pelo conflito entre as tribos caldeias e aramaicas, e em parte pelas tensões entre facções sacerdotais e militares. Houve uma sucessão de três reis em poucos anos, até que Nabonido (r. 556–539 a.C.) assumiu o poder em maio de 556 a.C. Nabonido não tinha boas relações com os medos. De acordo com suas inscrições, em seu primeiro ano de reinado Nabonido recebeu ordens do deus Marduque em um sonho para restaurar o templo de Ehulhul em Harã, uma cidade no norte da Mesopotâmia que desde a queda da Assíria pertencera aos medos. O templo havia sido destruído pelos medos em 609 a.C., na época das guerras assírias, e desde então estava em ruínas. No sonho, Marduque garantiu que os medos deixariam de ser um obstáculo para a restauração do templo.
A Média já estava se preparando para um ataque à Babilônia. A relação entre os dois países era mutuamente tensa, fato que é especificamente atestado pelo tom anti-medo das inscrições babilônicas desse período. O agravamento das relações entre os dois países também se refletem nas falas do profeta hebreu Jeremias, compostas algumas décadas antes da revolta de Ciro contra Astíages.

## Conflito

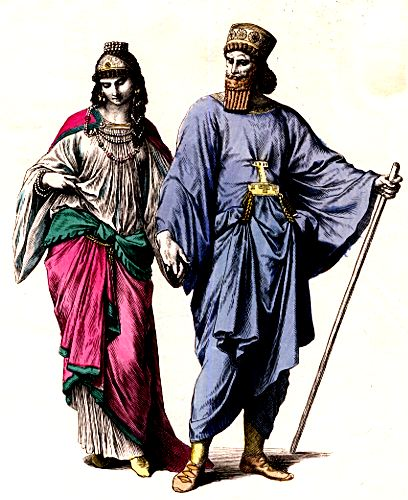
Representação artística de nobres medos

Histórias bastante extensas foram transmitidas por autores clássicos sobre a revolta e a guerra que se seguiu. Informações importantes, embora um tanto escassas, são fornecidas pelos textos babilônios. As fontes babilônicas corroboram alguns pontos e esclarecem outros no material fornecido pelos autores clássicos.
De acordo com o historiador grego Heródoto (I 123-128), o general medo Hárpago, a quem Astíages insultou cruelmente, decidiu se vingar de seu rei e então começou uma conspiração. Ele chamou para o seu lado a nobreza meda, que estava insatisfeita com o governo de Astíages, e posteriormente incitou Ciro a se revoltar. Com a ajuda de um servo de confiança, Hárpago enviou uma carta a Ciro na Pérsia. Na carta, Hárpago prometia a Ciro que, se ele decidisse se revoltar contra Astíages, teria o apoio garantido de muitos nobres medos e o próprio Hárpago viria para o seu lado junto com suas tropas. Uma postura crítica deve ser tomada em relação à história de Heródoto, mas realmente parece ter havido um grupo de nobres na Média que estava descontente com a política de Astíages e que estava preparado para desertar para o lado de seus inimigos. I. M. Diakonoff e I. G. Aliev propuseram a hipótese de que esse grupo consistia de representantes da nobreza tribal, contra a qual Astíages havia lutado em seu esforço para estabelecer um estado forte e centralizado. É possível que a conspiração da nobreza meda só tenha se concretizado na época da guerra com os rebeldes e que, por si só, não tenha levado ao início da rebelião, como afirma Heródoto. Ainda segundo Heródoto, Ciro, após tomar conhecimento do conteúdo da carta de Hárpago, convocou uma reunião das tribos persas dos pasargadios, dos maráfios e dos maspianos, e então leu em voz alta para eles um édito que ele havia redigido, alegando que ele o recebera de Astíages. Nesse édito, Ciro afirmou que Astíages o havia nomeado comandante do exército. Ciro então começou a persuadir os persas a desertarem de Astíages, prometendo que o sucesso da revolta lhes garantiria uma vida fácil. Os persas, que odiavam a soberania meda, atenderam de bom grado ao chamado de seu líder. Quando Astíages soube que Ciro estava preparando uma revolta, enviou um mensageiro para convocá-lo a corte meda em Ecbátana. A recusa de Ciro em obedecer a Astíages foi o sinal para a rebelião. O resultado da revolta foi decidido em duas batalhas. Na primeira batalha, Astíages não participou, e seu general Hárpago, no comando do exército medo, desertou com grande parte das tropas para o lado de Ciro. Astíages então ordenou a empalação dos magos que interpretaram incorretamente seu sonho, possivelmente alguns dos magos mantivessem contato com os conspiradores, e que todos os medos, incluindo os velhos e os jovens deviam armar-se. Apesar de sua idade avançada, o próprio Astíages comandou o exército na segunda batalha, mas os medos foram derrotados e o rei foi feito prisioneiro. Ciro não prejudicou Astíages de forma alguma; na verdade, ele o tratou com misericórdia. Assim, de acordo com Heródoto, terminou o reinado de 35 anos de Astíages, e a dominação meda de 128 anos na Ásia.
Nicolau de Damasco também transmitiu um longo relato desses eventos, elaborado com motivos lendários. Basicamente, seu relato remonta a Ctésias. Em sua versão, Ciro, então a serviço de Astíages na Média, entrou em contato com um certo cavalariço chamado Ebares, que era escravo de um medo. Astíages puniu cruelmente Ebares por alguma ofensa. Como resultado, Ebares conspirou contra o rei e incitou Ciro a liderar uma revolta contra os medos. E assim a guerra começou. A primeira batalha durou dois dias e resultou na vitória completa de Astíages. Tendo sido derrotados tão perto de sua fronteira com a Média, os persas fugiram para Pasárgada, onde ocorreu a última batalha, que também durou dois dias. De acordo com Ctésias, antes da batalha que resultou na fuga dos persas para Pasárgada, Ciro derrotou as forças medas perto da cidade de Hirba (cuja localização permanece desconhecida).

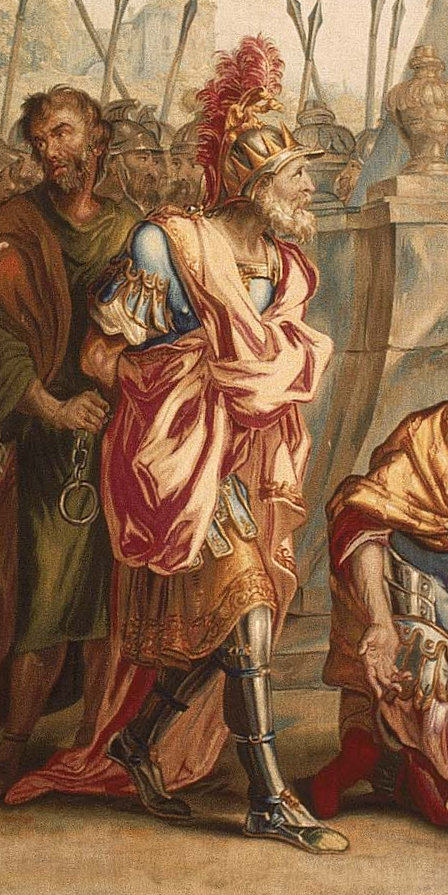
Astíages acorrentado sendo levado a Ciro

Apesar da traição de Hárpago, é confirmado pelos autores clássicos que a vitória de Ciro foi difícil e demorou a chegar. Polieno relatou três batalhas nas quais Ciro foi derrotado, enquanto na quarta batalha obteve uma vitória. Ele ainda afirma que após as primeiras derrotas "muitos persas desertaram para os medos". A violência e o tumulto das hostilidades que se desenvolveram na Pérsia são igualmente enfatizados por Nicolau de Damasco. De acordo com Diodoro (citando Ctésias), após a vitória persa, Astíages então executou seus generais, alegando que a derrota fora culpa deles. Sem encontrar apoio entre seus súditos, Astíages fugiu para Ecbátana e se escondeu no palácio. Ciro retomou a ofensiva contra a Média e tomou Ecbátana. Provavelmente Astíages contava com as fortificações da cidade para oferecer uma longa resistência: segundo Ctésias, ele foi feito prisioneiro enquanto se escondia no sótão do palácio real junto com sua filha e seu genro Espitamas; de acordo com Nicolau de Damasco, Astíages realmente conseguiu escapar e foi feito prisioneiro apenas como resultado de outra batalha. Essa última batalha teria ocorrido bem perto de Pasárgada. Não há evidência para contradizer que ela ocorreu na planície de Murghab, mas devido as incertezas do contexto da revolta não podemos depositar muita confiança nisso. De acordo com Estrabão (XV 3.8), após a vitória de Ciro, Astíages com o que restou de suas tropas fugiu para o território medo e foi preso sem dificuldade. Xenofonte, em sua Ciropédia, conta que Astíages morreu pacificamente em sua cama, como rei da Média, e que as conquistas de Ciro foram realizadas na qualidade de general de seu avô, o rei da Média. Mas Xenofonte deve ter estado ciente da verdadeira reviravolta dos acontecimentos, porque na Anábase (III 4.8-12) ele relatou sobre a guerra entre os persas e os medos, enquanto na Ciropédia os fatos históricos parecem ter sido intencionalmente obscurecidos em ordem para idealizar Ciro.

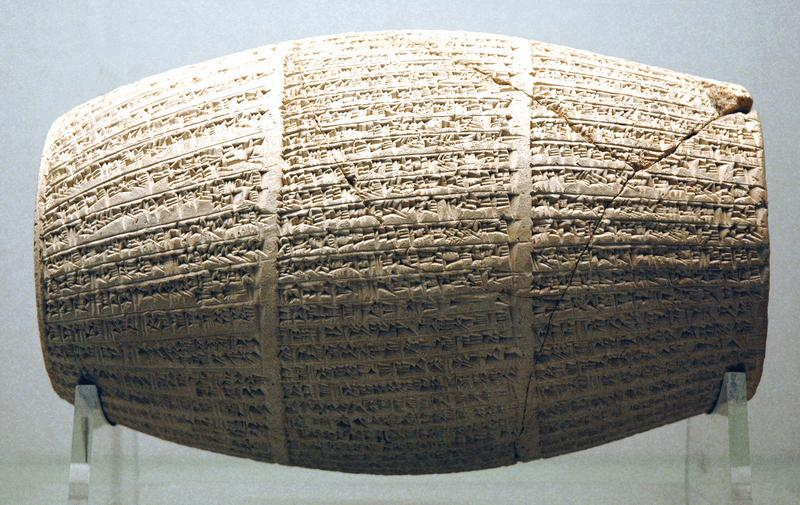
Cilindro de Sipar, de Nabonido

Além dos relatos apresentados pelos autores clássicos, existe um relato contemporâneo autêntico sobre a revolta, em uma forma muito curta, em duas inscrições do rei babilônico Nabonido. As informações fornecidas pelas fontes babilônicas apóiam em linhas gerais a história de Heródoto. O cilindro de Sipar relata que em 553 a.C., Ciro rebelou-se contra os medos e com seu pequeno exército ele derrotou as muitas tropas medas e capturou Astíages, trazendo-o acorrentado para sua terra. É provável que após o início da revolta em 553 a.C., os medos foram forçado a retirar sua guarnição de Harã. Os babilônios, aproveitando as dificuldades de Astíages, ocuparam Harã por volta de 552 a.C. O historiador Paul-Alain Beaulieu acredita ser possível que Nabonido tenha encorajado Ciro a se rebelar e travar guerra contra os medos, e até mesmo ter se aliado a ele, visto que o início da estadia de Nabonido em Taima coincide com o início da revolta de Ciro. No entanto, faltam informações que sustentem essa hipótese. É provável a derrota de Astíages em 553 a.C. tenha sido apenas uma em uma longa série de hostilidades, e não a mais decisiva. A crônica de Nabonido, provavelmente relatando eventos ocorridos em 550 a.C., afirma que Astíages convocou suas tropas e marcharam contra Ciro, mas seu exército se rebelou contra ele, o aprisionou e o entregou a Ciro. Ciro então marchou para a capital meda, Ecbátana, e a conquistou, levando muitos despojos para a Pérsia. A captura do tesouro real meda representou um sinal notável de seu poder recém-descoberto, e Ebares teria sido o encarregado de transportá-los para a Pérsia. Esse butim era certamente de grande importância prática; até onde se sabe, foi a primeira vez que Ciro teve recursos inesgotáveis à sua disposição para as campanhas que estavam por vir.
O relato babilônico concorda com Heródoto, confirmando que Astíages atacou Ciro e foi capturado. Como Ciro possuía a capacidade de derrotar os medos e as motivações por trás do ataque de Astíages contra ele são aspectos que permanecem desconhecidos. É possível que os medos tenham afirmado algum tipo de suserania sobre Ansã, que os persas desafiaram. Alternativamente, as ações expansionistas persas poderiam ter provocado uma resposta agressiva dos medos. É possível que a ascensão persa e a queda da Média tenham causas econômicas mais profundas. Parece que em meados do século VI a.C., qanats (canais de irrigação subterrâneos) foram escavados na Pérsia, o que deu a esta parte do Irã uma vantagem competitiva em relação à Média. No entanto, é possível que esse desenvolvimento seja posterior à vitória de Ciro sobre os medos. Além da traição do exército, a queda da Média também foi facilitada por uma crise dinástica: segundo as duas fontes de que dispomos, Astíages não tinha um filho herdeiro. Heródoto e Xenofonte, na verdade, afirmam que Astíages tinha uma filha chamada Mandane, a quem eles fazem a mãe de Ciro; e Ctésias negou a veracidade dessa afirmação atribuindo-lhe uma filha chamada Amitis. A Média também não recebeu auxílio da Lídia, país com que havia feito alianças em 585 a.C., talvez devido ao fato do país ser muito distante do cenário do conflito, de modo que não pode dar uma ajuda eficiente.

### Batalhas
- Batalha de Hirba (552 a.C.)
- Batalha da Fronteira Persa (551 a.C.)
- Cerco da colina de Pasárgada (550 a.C.)
- Batalha de Pasárgada (550 a.C.)

## Rescaldo

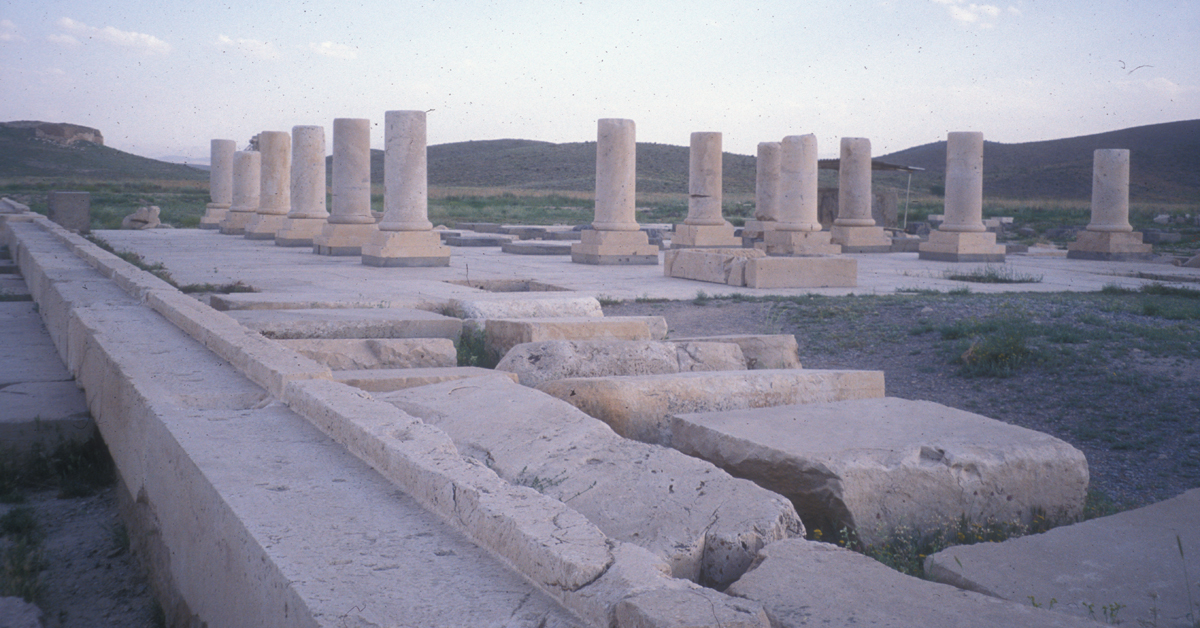
Ruínas do antigo palácio de Ciro em Pasárgada. O palácio, segundo Estrabão, teria sido construído em Pasárgada como um memorial da vitória de Ciro sob Astíages.

A conquista da Média por Ciro trouxe uma profunda reviravolta na situação geopolítica em todo o Oriente Próximo. A Média se tornou uma província, governada por um governador persa e os impostos eram arrecadados como em qualquer terra conquistada. Ecbátana, devido sua grande importância estratégica para dominar a Ásia Central, tornou-se uma das capitais do recém-estabelecido Império Aquemênida. Os persas adotaram o sistema medo de administração estatal, que por sua vez continha muitas características do sistema assírio. No Império Aquemênida, a Média manteve sua posição privilegiada, ocupando o segundo lugar depois da própria Pérsia. Parte da nobreza meda manteve sua posição privilegiada sob Ciro, e também sob seus sucessores. Os gregos, judeus, egípcios e outros povos do mundo antigo costumam chamar os persas de “medos” e parecem ter considerado a história dos persas como uma continuação da dos medos.
Segundo Ctésias, Ciro poupou a vida de Astíages e o tornou governador da Barcânia (possivelmente Hircânia). Mais tarde, Astíages foi levado para o deserto pelo eunuco Petesacas e, por incitação de Ebares, foi levado à morte certa. É possível que Ciro não fosse diretamente responsável pela sua morte, já que Petesacas foi posteriormente condenado à morte e Ebares suicidou-se. A acreditar em Ctésias, Astíages tinha uma filha chamada Amitis, que era casada com Espitamas, um nobre meda, que assim se tornou o sucessor de seu sogro. Após matar Espitamas, Ciro teria se casado com Amitis para obter legitimidade no trono medo. Embora a autenticidade do relato de Ctésias seja questionável, é provável que Ciro tenha se casado com uma filha do rei medo.
A cronologia das campanhas de Ciro após a conquista da Média não é totalmente clara. Nos anos 549-548 a.C. os persas ocuparam os países que haviam pertencido ao extinto estado medo, incluindo a Pártia, a Hircânia e, aparentemente, Armênia. De acordo com Xenofonte (Cirop. I 1.4), os hircanianos se submeteram a soberania de Ciro voluntariamente; Ctésias (Pérsica IX 2-3) escreveu que os hircanianos se uniram a Ciro antes de sua vitória sobre Astíages, enquanto os partas o fizeram após a queda de Ecbátana para os persas. Segundo Justino (I 7.2), os países que anteriormente estavam sujeitos aos medos, revoltaram-se contra Ciro e por isso ele foi forçado a travar muitas guerras para subjugá-los. De acordo com Nicolau de Damasco, após terem conhecimento da derrota de Astíages, os hircanianos, os partas, os sacas, os bactrianos e outras nações reconheceram Ciro como rei. Apesar de alguns estudiosos acreditarem que Elão foi conquistado pelos persas somente após 539 a.C., é bem provável que o país tenha sido subjugado em c. 549 a.C.

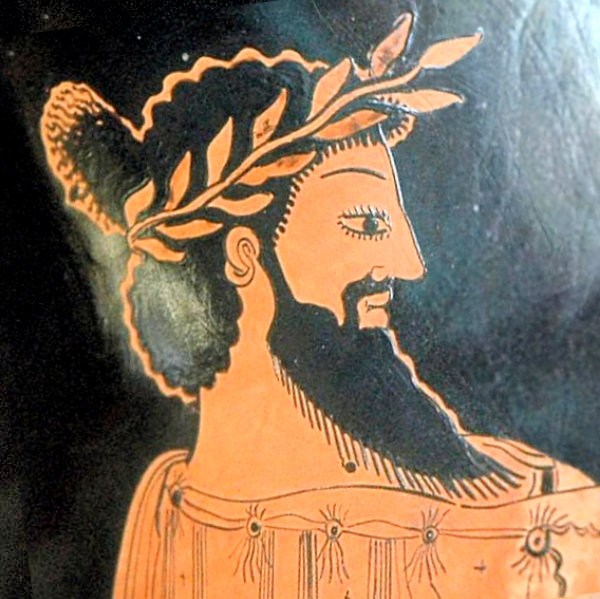
Retrato de Creso em um vaso grego

Desde 585 a.C., havia um acordo entre a Média e a Lídia, segundo o qual o rio Hális era a fronteira entre seus domínios. Na época da queda da Média, o rei da Lídia era Creso, famoso em todo o Oriente Próximo e na Grécia por sua riqueza e poder militar. Desejoso de expandir seus domínios para o leste, Creso apresentou as operações que se seguiram como uma expedição destinada a vingar seu cunhado Astíages. Ciro era um adversário formidável e, portanto, Creso se aliou ao faraó do Egito, Amósis II, e aos espartanos da Grécia. Talvez o rei babilônico Nabonido também pertencesse à mesma aliança, pois apesar dele ter visto apenas benefícios no conflito medo-persa, o crescente poder de Ciro tornava-o uma grande ameaça ao Império Neobabilônico. Os lídios foram derrotados em c. 547 a.C. e sua capital, Sardes, foi sitiada e capturada. Após conquistar a Lídia, Ciro possivelmente conquistou a Cilícia e em 539 a.C. conquistou a Babilônia e capturou Nabonido. Com a conquista do Império Neobabilônico, Ciro agora se tornava governante do Levante também. Posteriormente Ciro seguiu em outras campanhas para o leste expandindo ainda mais o Império Aquemênida.